# Betty Monroe
Beatriz Monroy Alarcón (Guadalajara, Jalisco, 4 de marzo de 1978), más conocida como Betty Monroe, es una exmodelo, actriz y presentadora mexicana. En 1996 participó en un concurso de belleza del cual se ganó el primer lugar, su debut fue en 1991 en la obra de teatro musical Vaselina.
Se dio a conocer en la pantalla de TV Azteca en proyectos televisivos como Tres veces Sofía, Perla y Tempranito, este último donde incursionó en la conducción. Una de sus novelas más recordadas es Como en el cine, en 2001.
En 2015 se cambió a Televisa donde protagónizo la telenovela Sueño de amor, historia que no tuvo éxito.

## Carrera
En 1991 se integró a la obra de teatro Vaselina. En 1996, ganó un concurso de belleza de la Ciudad de México.
En el año 1998 debutó en la telenovela Tres veces Sofía, donde interpretó a una secretaria, al lado de Lucía Méndez y Omar Fierro. Ese mismo año, participó en su segunda telenovela de TV Azteca que fue Perla, al lado de Silvia Navarro, Leonardo García y Gina Romand, telenovela que finalizó en 1999. En el mismo año ingresa a Tempranito en el lugar de Anette Michel.
Entre 2000 participó por tercera vez de nueva cuenta en TV Azteca, donde interpretó a Marisela Aguilera en la telenovela El amor no es como lo pintan al lado de Vanessa Acosta y Héctor Soberón.
En el 2001 estelarizó la telenovela Como en el cine donde interpretó a Rubí a lado de Lorena Rojas y Mauricio Ochmann.
En 2003 consiguió su cuarto rol estelar en la telenovela La hija del jardinero donde interpretó a Andreína Torres al lado de Mariana Ochoa y Carlos Torres.
En el año 2007 consiguió su primer antagónico en la telenovela Bellezas indomables donde interpretó a Berenice Lamas de Urquillo con Claudia Álvarez y Yahir, termina su participación en Tempranito. 
En 2009 se integra al programa Para todos con Mauricio Barcelata, María Elena Saldaña "La Güereja" y Héctor Soberón.
En 2011 antagonizó la telenovela Cielo rojo, donde interpretó a Sofía Márquez de Molina al lado de Edith González y Mauricio Islas.
En 2012 estelarizó la telenovela La mujer de Judas donde interpretó a Galilea del Toro Batista con Anette Michel, Víctor González y Andrea Martí.
En 2013 antagonizó la telenovela Corazón en condominio donde interpreta a Jessica, al lado de Arap Bethke, Cynthia Rodríguez y Víctor García.
En 2014 reaparece en la telenovela Las Bravo con una aparición especial interpretando a Candela Millán.
En 2015 formó parte del elenco estelar de UEPA! Un escenario para amar. A finales del mismo año se une a las filas de Televisa.
El 22 de febrero de 2016 se estrena la telenovela Sueño de amor, donde obtuvo su primer rol protagónico.A inicios de 2017 se integra a Imagen Televisión, actuando en la telenovela ¡Muy padres!, en su segundo rol protagónico.
En 2018 regresa a TV Azteca como presentadora con el programa DeporTV en mercado azteca donde compartió conducción con Daniel Bisogno, Inés Sainz Gallo y Carlos Guerrero.
En 2019 aparece en la bioserie Bronco: la serie como Belén Mendoza.
Actualmente se mantiene alejada del medio artístico.

## Trayectoria

### Series y telenovelas
| Telenovela                   | Personaje                            | Año       |
| ---------------------------- | ------------------------------------ | --------- |
| Bronco: la serie             | Belén Mendoza                        | 2019      |
| ¡Muy padres!                 | Margarita Rivapalacio                | 2017-2018 |
| Sueño de amor                | Esperanza Guerrero Díaz              | 2016      |
| UEPA! Un escenario para amar | Zoila Lezama                         | 2015      |
| Las Bravo                    | Candela Millán                       | 2014      |
| Corazón en condominio        | Jessica                              | 2013      |
| La mujer de Judas            | Galilea del Toro Batista             | 2012      |
| Cielo rojo                   | Sofía Márquez de Molina              | 2011      |
| Bellezas indomables          | Berenice Díaz Ojeda Vda. de Urquillo | 2007-2008 |
| La hija del jardinero        | Andreína Torres                      | 2003-2004 |
| Como en el cine              | Rubí "Ángela"                        | 2001-2002 |
| El amor no es como lo pintan | Marisela Aguilera                    | 2000-2001 |
| Perla                        | Guadalupe "Lupita"                   | 1998-1999 |
| Tres veces Sofía             | Secretaria                           | 1998      |

### Programas de televisión
| Título                             | Notas        | Año                   |
| ---------------------------------- | ------------ | --------------------- |
| Tempranito                         | Presentadora | 1999-2001, 2005, 2007 |
| Cada mañana                        | Presentadora | 2002                  |
| Aquí está la papa                  | Presentadora | 2002                  |
| Gente con chispa                   | Presentadora | 2005                  |
| Por fin el fin                     | Presentadora | 2008                  |
| Para todos                         | Presentadora | 2009                  |
| Segunda oportunidad                | Presentadora | 2010                  |
| Lotería mexicana                   | Presentadora | 2010                  |
| Te quiero México, te quiero limpio | Presentadora | 2014                  |
| Doble Sentido                      | Colaboradora | 2016                  |
| DeporTV en mercado azteca          | Presentadora | 2018                  |